# Aeroportul Internațional Kish
Aeroportul Internațional Kish (IATA: KIH, ICAO: OIBK) este un aeroport din Kish⁠(d), Kish District⁠(d), Bandar Lengeh County⁠(d), Hormozgan Province⁠(d), Iran ce deservește zona Kish, Iran. Aeroportul a fost tranzitat în 2019 de 3.206.496 de pasageri. A fost deschis în 1977.
Situat la o altitudine de 31 m, aeroportul dispune de o singură pistă. Este operat de Iranian Airports Holding Company⁠(d).